# 上広瀬古墳群
上広瀬古墳群（かみひろせこふんぐん）は、埼玉県狭山市上広瀬にある古墳群である。
現在まで10基が確認されている。墳丘は低く、半地下式の横穴式石室をもつ。このため周囲にはまだ未確認の古墳がある可能性がある。1963年(昭和38年)、都市計画道路工業団地日高線の拡幅工事の際に横穴式石室が発見され、大刀1、刀子3、耳環2が出土している。